# Ягхи, Омар
Омар Ягхи (англ. Omar M. Yaghi; род. 9 февраля 1965, Амман) — американский химик иорданского происхождения. Входит в число пяти наиболее цитируемых химиков в мире. Является вторым наиболее цитируемым химиком за период с 2000 по 2010 год (впереди него — Чад Миркин).
Труды в основном посвящены металлоорганической химии.
Перебрался в США в 16 лет для поступления в колледж.
Окончил Университет штата Нью-Йорк в Олбани (бакалавр, 1985).
Степень доктора философии по неорганической химии получил в 1990 году в Иллинойсском университете в Урбане-Шампейне (научный руководитель профессор Walter G. Klemperer).
В 1990—1992 годах постдок в Гарвардском университете у профессора Richard H. Holm.
В 1992-1998 годах в Университете штата Аризона, в 1999—2006 годах в Мичиганском университете, в 2007—2011 годах в Калифорнийском университете в Лос-Анджелесе.
В настоящее время профессор химии (James and Neeltje Tretter Chair Professor) в Калифорнийском университете в Беркли и старший научный сотрудник (Senior Faculty Scientist) Национальной лаборатории имени Лоуренса в Беркли. Директор-основатель Berkeley Global Science Institute, содиректор Kavli Energy NanoScience Institute и California Research Alliance.
Автор более 250 статей.

## Награды и отличия
- Solid-State Chemistry Award, Американское химическое общество & Exxon Co. (1998)
- Sacconi Medal, Итальянское химическое общество (2004)
- Назван в «Бриллиантовой десятке» 2006 года журнала Popular Science[2]
- Hydrogen Program Award министерства энергетики США (2007)
- Newcomb Cleveland Prize[англ.] AAAS (2007)
- Chemistry of Materials Award, Американское химическое общество (2009)
- Izatt-Christensen International Award (2009)
- Премия столетия (2010)
- Thomson Reuters Citation Laureates (2010)[3]
- China Nano Award (2013)
- Международная премия короля Фейсала (2015)
- Mustafa Prize (2015)[4]
- TÜBA Academy Prize (2016)
- Edward Mack, Jr. Lecture, Университет штата Огайо (2016)
- Spiers Memorial Award, Королевское химическое общество (2017)
- King Abdullah II Order of Distinction of the First Class (2017)
- Japan Society of Coordination Chemistry International Award (2017)
- Bailar Medal in Inorganic Chemistry (2017)
- Kuwait Prize in Fundamental Sciences (2017)
- Премия Альберта Эйнштейна (2017)
- BBVA Foundation Frontiers of Knowledge Award (2017)
- Премия Вольфа по химии (2018)
- Prince Sultan bin Abdulaziz International Prize for Water[англ.] (2018)
- ENI award[англ.] (2018)
- Gregori Aminoff Prize (2019)
- August-Wilhelm-von-Hofmann-Denkmünze (2020)
- VinFuture Prize[англ.] (2021)
- Медаль Вильгельма Экснера (2023)
- Премия Тан (2024)
- Премия Бальцана (2024)